# Ozyptila wuchangensis
Ozyptila wuchangensis là một loài nhện trong họ Thomisidae.
Loài này thuộc chi Ozyptila. Ozyptila wuchangensis được Guo Tang & Da-xiang Song miêu tả năm 1988.